# ジェネシス・P・オリッジ
ジェネシス・P・オリッジ （Genesis Breyer P-Orridge、本名Neil Andrew Megson 1950年2月22日 - 2020年3月14日）は、イギリスのマンチェスターにあるヴィクトリア・パーク出身のアーティスト、ミュージシャン、パフォーマンスアーティスト、俳優。インダストリアル・ミュージックの創始者のひとりとして、また新興宗教団体テンプル・オブ・サイキック・ユースの創始者としても知られる。性別に関してはサード・ジェンダーを自認している。

## 経歴
イギリスのマンチェスターに生まれたニール・アンドルー・メグスン、のちのジェネシス・P・オリッジは、Solihull School でオカルトとアバンギャルドを学び、ハル大学に移ったのち、ロンドンのカウンターカルチャーに携わることになる（この頃からジェネシス・P・オリッジと名乗り始める）。その後キングストン・アポン・ハルに戻り、当時の交際相手であったコージー・ファニ・トゥッティと共にクーム・トランスミッションを結成した。
クーム・トランスミッションの活動の後、オリッジはトゥッティとクリス・カーター、ピーター・クリストファーソンと共にインダストリアル・ミュージックのバンド 、スロッビング・グリッスルを1975年に結成。1981年で一度活動を終え、2003年に活動再開し2010年に解散している（なおオリッジはツアー活動を拒否しバンドを脱退している）。
スロッビング・グリッスルの最初の活動終了後、オリッジはバンドメイトであったクリストファーソンらと共にサイキックTVを結成。メンバーと音楽性を変えつつ、活動休止を挟みながら現在も活動している。その一方、ソロとしても活動し、秋田昌美やゼヴなどとコラボレーションを展開した。
1981年、オリッジは新興宗教団体テンプル・オブ・サイキック・ユース（Thee Temple ov Psychick Youth）の結成メンバーとなる。黒魔術、性魔術にもとづく自己変革を目指した団体である。この活動のため、オリッジはイギリス国外退去処分をうけ、現在の居住地のニューヨークに移ることとなる。
2017年10月に慢性骨髄単球性白血病と診断され、2020年3月14日にニューヨーク市で70歳で死去。

## 人物
日本の音楽雑誌、ミュージック・マガジンの1980年8月号のインタビューで、ジェネシス・P・オリッジは自らが「普通の仕事ができない精神の持ち主で、仕事をしてもすぐに問題を起こして解雇されるだろう」とし、実際、インタビュー当時イギリス政府から恩給を貰っていると語っている。
オリッジの代名詞として語られている、「パンドロジェニー・プロジェクト（Pandrogeny Project）」（いわゆる性転換）は、2番目の妻であるレディー・ジェイ（Jacqueline Mary Breyer、2007年死去）の外見を目指して行われたものである。

## 音楽
（ジェネシス・P・オリッジ 名義） 
- Interview By TOPYSCAN
- The Industrial Sessions 1977
- What's History (1983)
- "Je T'Aime" (1985)
- Alaura/Slave Priest (1990)
- What's History (1990)
- At Stockholm (1995)
- Vis Spei (1995)
- A Perfect Pain (With Merzbow) (1999)
- Direction Ov Travel (2002)
- Painful 7 Inches (2002)
- Wordship (2003)
- When I Was Young (2004)

（Thee Majesty名義）
- 「VITRUVIAN PAN」（2007）

## 映画作品
- 「デコーダー」(1983) - 製作・監督はムシャ、製作・企画・脚本はクラウス・メック。主演・音楽は元・アインシュテュルツェンデ・ノイバウテンのメンバー、F・M・アインハイト。他に音楽はデイヴ・ボール（ソフト・セル）、ジェネシス・P・オリッジ、マット・ジョンソン、主題歌はソフト・セルが担当。出演はビル・ライス、クリスチーネ・F。またウィリアム・バロウズ本人も出演している。
- 「パイレイト・テープ」- 監督デレク・ジャーマン。音楽担当。
- 「ラズベリー・ライヒ」(2004) - ブルース・ラ・ブルース監督。カメオ出演。